# Bahnhof Bempflingen
Der Bahnhof Bempflingen liegt am Streckenkilometer 22,2 der Bahnstrecke Plochingen–Immendingen. Gemäß der Eisenbahn-Bau- und Betriebsordnung handelt es sich aufgrund der abgebauten Weichen jedoch nicht mehr um einen Bahnhof, sondern um einen Haltepunkt.

## Geschichte

### Planung und Bau
Mitte der 1850er Jahre plante und bauten die Königlich Württembergischen Staats-Eisenbahnen die damals Obere Neckarbahn genannte Strecke von Plochingen nach Tübingen. Für den Bau eines Bahnhofs in Bempflingen setzte sich die Geschäftsleitung der Firma Elmer & Zweifel ein, die hier seit 1855 eine Baumwollspinnerei betrieb. Sie verfasste im Namen der Gemeinde Bempflingen und den umliegenden Gemeinden eine Bittschrift an die Verantwortlichen in Stuttgart und warb für den Ort. In dem Schreiben heißt es unter anderem:

„Zuffenhausen, Eislingen und andere kleine Ortschaften haben auch Haltstationen, die schwerlich die Wichtigkeit haben, wie eine solche in Bempflingen erlangen würde.“

Bempflingen, damals etwas über 700 Einwohner zählend, erhielt schließlich eine Station, etwa einen halben Kilometer östlich des Dorfs. Der zu errichtende Bahndamm unterbrach die Landstraße nach Großbettlingen.
Der Bahnhof erhielt ein zweistöckiges Empfangsgebäude aus Sandstein, das heute noch erhalten ist. Das Gebäude ist mit einem Satteldach gedeckt. Die Außenfassade des Dachstocks ist mit Holzlatten verkleidet. Fenster und Türen im Erdgeschoss sind mit Rundbögen versehen. Die Bahnanlage besaß ein Bahnsteig- und ein Kreuzungsgleis.

### Staatsbahnzeit
Am 20. September 1859 eröffnete die Staatsbahn den ersten Streckenabschnitt zwischen Plochingen und Reutlingen. An jenem Tag nahm auch die erste Poststelle in Bempflingen ihren Dienst auf. Sie befand sich im Erdgeschoss des Empfangsgebäudes. Für die unterbrochene Landstraße nach Großbettlingen musste ein Durchlass errichtet werden.
Durch die Baumwollspinnerei und die Eisenbahn erlebte die kleine Gemeinde einen Strukturwandel. Im Jahr 1895 waren von 792 Einwohnern noch 45 Prozent als Landwirte tätig.
Zu Beginn des 20. Jahrhunderts erweiterte die Staatsbahn das Empfangsgebäude um einen einstöckigen Anbau nach Süden. Seit 1. Oktober 1901 ist die Bahnstrecke zwischen Neckartailfingen und Metzingen zweigleisig befahrbar. Der Bahnhof erhielt ein weiteres Gleis als Überholgleis. 1909 verließ die Post das Empfangsgebäude.

### Reichsbahnzeit
Seit Mitte der 1920er Jahre konkurrierte der Omnibus mit der Eisenbahn, mit zwei in Bempflingen endenden Verbindungen. Die Kraftpost eröffnete 1926 eine Linie von Nürtingen. 1927 nahm ein privater Unternehmer eine Linie von Metzingen in Betrieb.
Am 1. Oktober 1934 nahm die Deutsche Reichsbahn den elektrischen Betrieb zwischen Plochingen und Tübingen auf.
In unmittelbarer Nähe des Bahnhofs kam es während des Zweiten Weltkriegs zu Luftangriffen. Einer ereignete sich am 9. Dezember 1944. Bereits am Morgen hatten alliierte Jagdbomber das Dorf angegriffen. Zur Mittagszeit erfolgte ein weiterer Tieffliegerangriff auf einen Eilzug, der von Tübingen nach Stuttgart unterwegs war. Der Angriff forderte drei Menschenleben. Am 25. März 1945 kam es zu einem Tieffliegerangriff auf einen Eilzug Richtung Tübingen. Diesmal waren sechs Tote und mehrere Verletzte zu beklagen.

### Bempflingen wird Grenzbahnhof
Nach dem Krieg teilten die Alliierten Württemberg in zwei Besatzungszonen ein. Südlich von Bempflingen verlief die Grenze zwischen der amerikanischen und der französischen Zone. Der Bahnhof erhielt eine neue Funktion als Grenzbahnhof. In den Kursbüchern dieser Zeit vermerkten die Herausgeber einen Aufenthalt von fünf Minuten für Züge in Fahrtrichtung Plochingen. In Wirklichkeit reichte dies nicht aus. Die Kontrollen nahmen teilweise bis zu 25 Minuten Zeit in Anspruch. Die Reichsbahndirektion Stuttgart beklagte sich über diese Fahrzeitverlängerungen bei den beiden Militärregierungen. Doch erst 1948 reduzierte sich der Aufenthalt der Züge auf zwei Minuten.

### Rückbau
Am 1. August 1988 gab die Deutsche Bundesbahn den Güterverkehr in Bempflingen auf. Den nicht mehr benötigten Güterschuppen erwarb die Gemeinde zwischen 1989 und 1992. Seit 1. Februar 1993 ist der Bahnhof unbesetzt. Die Bahn baute alle Nebengleise und Weichen ab und stufte somit den Bahnhof zu einem Haltepunkt zurück. Direkte Verbindungen nach Stuttgart gab es 2011 nur noch einmal täglich.

### Ab 2020
Aufgrund nicht ausreichender Bahnsteiglängen kam es 2020 zu Haltausfällen. Am 29. September 2021 ging eine Bahnsteigverlängerung in Betrieb. Bereits ab Ende 2020 war mit den Neufahrzeugen, die über eine selektive Türfreigabe verfügen, ein Halt wieder ermöglicht worden. Aber auch 2021 waren aufgrund von Lieferschwierigkeiten der Firma Bombardier Transportation noch teilweise Ersatzfahrzeuge unterwegs, welche in Bempflingen nicht halten konnten. Es wurde ein Schienenersatzverkehr mit Bussen bereitgestellt.
Der Umbau wurde im März 2021 ausgeschrieben. Die Bahnsteige sollten auf eine Länge von jeweils ca. 77 mm in nördlicher Richtung verlängert werden, mit einer Höhe von 55 cm über Schienenoberkante. Im Oktober 2021 wurde ein Ausbau ausgeschrieben. Ein entsprechendes Planrechtsverfahren wurde im Februar 2022 beantragt. Die Bahnsteige werden von 120 auf 220 m verlängert und auf 76 cm erhöht. Die Bauarbeiten begannen im Juli 2025.
Im Juli 2021 wurde eine Blockverdichtung ausgeschrieben.

## Aktueller Bahnbetrieb
Der Haltepunkt wird nach Anpassung der Bahnsteiglänge im Jahre 2021 im Stundentakt von der Metropolexpress-Linie MEX 12 bedient. Vereinzelt halten auch Züge der Linie MEX 18. Auf Gleis 1 halten die Züge Richtung Metzingen (Württ), auf Gleis 2 diejenigen Richtung Nürtingen.
| Linie                    | Strecke | Takt          | Betreiber          |
| ------------------------ | --- | ------------- | ------------------ |
| MEX 12                   | Tübingen Hbf – Reutlingen Hbf – Metzingen (Württ) – Bempflingen – Nürtingen – Oberboihingen – Wendlingen (Neckar) – Plochingen – Esslingen (Neckar) – Stuttgart Hbf – Heilbronn Hbf – (Mosbach) | 60 Minuten    | DB Regio Stuttgart |
| MEX 18                   | Tübingen Hbf – Reutlingen Hbf – Metzingen (Württ) – Nürtingen – Wendlingen (Neckar) – Plochingen – Esslingen (Neckar) – Stuttgart Hbf – Heilbronn Hbf – Osterburken                             | einzelne Züge | DB Regio Stuttgart |
| Stand: 15. Dezember 2024 | |               |                    |